# 2. септембар
2. септембар (2.9.) је 245. дан у години по грегоријанском календару (246. у преступној години). До краја године има још 120 дана.

## Догађаји
- 31. п. н. е. — У великој поморској бици код Акцијума у Јонском мору Октавијан је победио флоту римског војсковође Марка Антонија и египатске краљице Клеопатре. Победа је омогућила Октавијану освајање Египта и претварање Римске републике у царство.
- 1666 — У пожару који је четири дана харао Лондоном, ватрена стихија је готово уништила град. Страдале су многе грађевине међу којима и катедрала Светог Павла.
- 1752 — На основу одлуке британског парламента, у Уједињеном Краљевству и њеним колонијама Јулијански календар замењен је Грегоријанским. Други септембар био је последњи дан по Јулијанском календару.
- 1807 — Британска Краљевска морнарица је бомбардовала Копенхаген како би спречила Наполеона Бонапарту да против Британаца употреби данску флоту.
- 1829 — Склопљен је Једренски мир између Русије и Османског царства, којим су се Турци обавезали да Србији врате шест нахија ослобођених у Првом српском устанку и да признају аутономију Грчке.
- 1866 — На Криту је избила побуна против Турака и проглашено је укидање турске власти и уједињење са Грчком, али је аутономија успостављена тек 1897. уз интервенцију европских сила, а Лондонским споразумом 1913. Крит је постао део Грчке.
- 1872 — У Хагу је почео Пети конгрес Прве интернационале на којем је одлучено да се седиште Интернационале премести у САД, где су постојали услови легалног деловања.
- 1895 — Завршава се шаховски турнир у Хејстингсу победом Пилсберија.
- 1898 — У бици код Омдурмана англо-египатске трупе под командом Хорација Киченера победиле су војску махдиста, после чега су Британци заузели све стратешке кључне положаје у Судану.
- 1945 — Јапан је на америчком броду Мисури, у Токијском заливу, потписао капитулацију чиме је и званично завршен Други свјетски рат.
- 1989 — Током демонстрација против апартхејда у Кејптауну, у Јужној Африци, полиција је ухапсила више од 400 демонстраната.
- 1990 — Завршено одржавање референдума о аутономији Срба у Хрватској.
- 1996 —
  - Влада Филипина је потписала мировни уговор са муслиманским побуњеницима, после 24-годишњег грађанског рата на јужном острву Минданао, током којег је погинуло 125.000 људи.
  - Лидери три опозиционе партије. Српског покрета обнове, Демократске странке и Грађанског савеза Србије, потписали су у Београду споразум о формирању коалиције „Заједно“, која је однела победу на локалним изборима у новембру, чиме је уздрмана дотада неприкосновена власт Слободана Милошевића.

## Рођења
- 1838 — Лилијуокалани, хавајска краљица. (прем. 1917)[1]
- 1852 — Пол Бурже, француски књижевник. (прем. 1935)
- 1877 — Фредерик Соди, енглески радиохемичар, добитник Нобелове награде за хемију (1921). (прем. 1956)
- 1909 — Милица Бабић Андрић, српски костимограф и универзитетски професор. (прем. 1968)[2]
- 1910 — Скендер Куленовић, српски књижевник босанскохерцеговачког порекла. (прем. 1978)[3]
- 1913 — Бил Шенкли, шкотски фудбалер и фудбалски тренер. (прем. 1981)
- 1914 — Вељко Влаховић, учесник Шпанског грађанског рата и Народноослободилачке борбе, друштвено-политички радник СФРЈ, јунак социјалистичког рада и народни херој Југославије. (прем. 1975)
- 1922 — Артур Ешкин, амерички физичар, добитник Нобелове награде за физику (2018).  (прем. 2020)
- 1923 — Рене Том, француски математичар. (прем. 2002)
- 1932 — Благоје Аџић, генерал-пуковник Југословенске народне армије. (прем. 2012)
- 1943 — Ђорђе Новковић, хрватски композитор. (прем. 2007)
- 1945 — Драгољуб Раша Тодосијевић, српски концептуални уметник. (прем. 2024)
- 1950 — Звонимир Сердарушић, хрватски рукометаш и рукометни тренер.
- 1951 — Марк Хармон, амерички глумац, продуцент и редитељ.
- 1952 — Џими Конорс, амерички тенисер.
- 1952 — Љубиша Тумбаковић, српски фудбалски тренер и фудбалер.
- 1956 — Видојко Јовић, српски геолог, редовни професор Рударско-геолошког факултета Универзитета у Београду и редовни члан Српске академије наука и уметности од 2009. године.[4]
- 1961 — Карлос Валдерама, колумбијски фудбалер.
- 1962 — Кир Стармер, премијер Уједињеног Краљевства.
- 1964 — Кијану Ривс, канадско-амерички глумац и музичар.
- 1965 — Ленокс Луис, амерички боксер.
- 1966 — Оливје Панис, француски аутомобилиста, возач Формуле 1.[5]
- 1966 — Салма Хајек, мексичко-америчка глумица, продуценткиња и модел.
- 1967 — Андреас Мелер, немачки фудбалер и фудбалски тренер.
- 1971 — Марина Степнова, руска књижевница и преводитељка
- 1972 — Сергеј Трифуновић, српски глумац и политичар.
- 1973 — Саво Милошевић, српски фудбалер и фудбалски тренер.
- 1974 — Инари Вакс, америчка порнографска глумица.
- 1974 — Саша Зорић, српски фудбалер.
- 1980 — Тања Пјевац, српска глумица.
- 1983 — Естебан Батиста, уругвајски кошаркаш.
- 1986 — Стеван Феди, црногорски певач.
- 1986 — Кајл Хајнс, амерички кошаркаш.
- 1988 — Елмедин Кикановић, босанскохерцеговачки кошаркаш.
- 1988 — Хави Мартинез, шпански фудбалер.
- 1989 — Алешандре Пато, бразилски фудбалер.
- 1992 — Ненад Лукић, српски фудбалер.

## Смрти
- 421 — Констанције III, западноримски цар родом из Наиса (данашњег Ниша).
- 1910 — Анри Русо, француски сликар. (рођ. 1844)
- 1937 — Пјер де Кубертен, француски историчар и педагог. (рођ. 1863)
- 1946 — Љубо Бабић, српски генерал немачког порекла (рођ. 1890)
- 1969 — Хо Ши Мин први председник Демократске републике Вијетнам. (рођ. 1890)
- 1973 — Џ. Р. Р. Толкин, британски писац. (рођ. 1892)
- 1981 — Андрија Мауровић, југословенски и хрватски цртач стрипова, сликар и илустратор. (рођ. 1901).
- 1997 — Виктор Франкл, аустријски неуролог и психијатар. (рођ. 1905).
- 2001 — Кристијан Бернард, јужноафрички кардиолог који је 1967. извршио прво успешно пресађивање срца. (рођ. 1922)
- 2007 — Сафет Исовић, певач народних изворних песама на простору бивше Југославије. (рођ. 1936)
- 2014 — Стивен Џоел Сотлоф, амерички новинар који је киднапован 4. августа 2013. од стране џихадиста ИСИС-а. (рођ. 1983)

## Празници и дани сећања
- 1930 — Авионом „Знак питања“ француски пилоти Диедон Кост и Морис Белонт завршили су први лет без прекида између Европе и САД.
- 1945 — Проглашена је Демократска Република Вијетнам са председником Хо Ши Мином.
- 1945 — На палуби америчког ратног брода „Мисури“ у Токијском заливу, Јапанци су званично потписали безусловну капитулацију у Другом светском рату.
- Српска православна црква данас прославља:
  - Свети пророк Самуило
  - Свештеномученик Филип Ираклијски